# A Pale Horse Named Death
A Pale Horse Named Death é uma banda norte-americana de gothic metal e doom metal baseada em Brooklyn, Nova Iorque. Foi criada em 2010 por Sal Abruscato (ex-baterista dos Type O Negative).
Seu estilo lembra muito Type O Negative pela atuação única do baixo, eternizada pelo vocalista da última (Peter Steele).

## Membros
- Sal Abruscato - Bateria, guitarra e vocais
- Matt Brown - Guitarra, baixo
- Eddie Heedles - Guitarra
- Dave Bizzigotti - Baixo

### Ex-membros
- Bobby Hambel - Guitarra
- Eric Morgan - Baixo

## Discografia

### Álbuns de estúdio
- And Hell Will Follow Me (2011)
- Lay My Soul to Waste (2013)
- When the World Becomes Undone (2019)
- Infernum in Terra (2021)

### Singles
- Love The Ones You Hate (2018)
- Vultures (2018)
- When The World Becomes Undone (2019)
- Fell In My Hole (2019)
- Uncovered (2019)